# Topi Raitanen
Topi Raitanen (ur. 7 lutego 1996) – fiński lekkoatleta specjalizujący się w biegach długich.
W 2017 był czwarty w biegu na 3000 metrów z przeszkodami na młodzieżowych mistrzostwach Europy w Bydgoszczy oraz zdobył brązowy medal uniwersjady w Tajpej. Ósmy zawodnik mistrzostw Europy w Berlinie (2018).
W 2021 wystąpił na igrzyskach olimpijskich w Tokio, podczas których zajął 8. miejsce. Rok później zdobył złoty medal mistrzostw Europy w Monachium.
Złoty medalista mistrzostw Finlandii oraz reprezentant kraju na drużynowych mistrzostwach Europy i w meczach międzypaństwowych.

## Osiągnięcia
| Rok  | Impreza                                   | Miejsce   | Konkurencja                   | Lokata      | Wynik   |
| ---- | ----------------------------------------- | --------- | ----------------------------- | ----------- | ------- |
| 2016 | Mistrzostwa Europy w przełajach           | Chia      | bieg młodzieżowców            | 28. miejsce | 23:49   |
| 2017 | Młodzieżowe mistrzostwa Europy            | Bydgoszcz | bieg na 3000 m z przeszkodami | 4. miejsce  | 8:40,69 |
| 2017 | Uniwersjada                               | Tajpej    | bieg na 3000 m z przeszkodami | 3. miejsce  | 8:37,42 |
| 2017 | Mistrzostwa Europy w przełajach           | Šamorín   | bieg młodzieżowców            | 7. miejsce  | 24:47   |
| 2018 | Mistrzostwa Europy                        | Berlin    | bieg na 3000 m z przeszkodami | 8. miejsce  | 8:40,11 |
| 2018 | Mistrzostwa Europy w przełajach           | Tilburg   | bieg młdzieżowców             | 24. miejsce | 24:42   |
| 2019 | Halowe mistrzostwa Europy                 | Glasgow   | bieg na 3000 metrów           | eliminacje  | 7:55,71 |
| 2019 | Mistrzostwa świata                        | Doha      | bieg na 3000 m z przeszkodami | eliminacje  | 8:32,44 |
| 2021 | Igrzyska olimpijskie                      | Tokio     | bieg na 3000 m z przeszkodami | 8. miejsce  | 8:17,44 |
| 2022 | Mistrzostwa świata                        | Eugene    | bieg na 3000 m z przeszkodami | eliminacje  | 8:43,01 |
| 2022 | Mistrzostwa Europy                        | Monachium | bieg na 3000 m z przeszkodami | 1. miejsce  | 8:21,80 |
| 2022 | Mistrzostwa Europy w biegach przełajowych | Turyn     | sztafeta mieszana             | 12. miejsce | 18:24   |
| 2023 | I dywizja drużynowych mistrzostw Europy   | Chorzów   | bieg na 3000 m z przeszkodami | 10. miejsce | 8:39,93 |
| 2023 | Mistrzostwa świata                        | Budapeszt | bieg na 3000 m z przeszkodami | eliminacje  | 8:30,69 |
| 2024 | Mistrzostwa Europy                        | Rzym      | bieg na 3000 m z przeszkodami | 15. miejsce | 8:32,37 |
| 2024 | Igrzyska olimpijskie                      | Paryż     | bieg na 3000 m z przeszkodami | eliminacje  | 8:33,12 |

## Rekordy życiowe
- Bieg na 3000 metrów (hala) – 7:55,71 (2019)
- Bieg na 3000 metrów z przeszkodami – 8:16,57 (2020)